# Light & Magic
Albums de Ladytron
604
(2001) Softcore Jukebox
(2003)
Singles
1. Seventeen
Sortie : 2002
2. Blue Jeans
Sortie : 10 Mars 2003
3. Evil
Sortie : 30 Juin 2003

Light & Magic est le second album du groupe anglais Ladytron enregistré en 2002. Il est sorti aux États-Unis le 17 septembre 2002 sur le label Emperor Norton et au Royaume-Uni le 2 décembre 2002 sur le label Telstar Records. L'album a été réédité par Nettwerk en janvier 2011.
Une version préliminaire de la chanson "NuHorizons" apparaît en 2001 en tant que face B sur le single "The Way That I Found You" sous le titre "Holiday 601".

## Liste des pistes
1. True Mathematics - 2 min 22 s
2. Seventeen - 4 min 38 s
3. Flicking Your Switch - 3 min 26 s
4. Fire - 2 min 49 s
5. Turn It On - 4 min 46 s
6. Blue Jeans - 4 min 13 s
7. Cracked LCD - 2 min 32 s
8. Black Plastic - 4 min 17 s
9. Evil - 5 min 34 s
10. Startup Chime - 3 min 31 s
11. NuHorizons - 4 min 03 s
12. Cease2xist - 4 min 37 s
13. Re:agents - 4 min 53 s
14. Light & Magic - 3 min 35 s
15. The Reason Why - 4 min 14 s
16. USA vs. White Noise (Bonus spécial UK) - 2 min 16 s

## Light & Magic (Remixed & Rare)
Le 1er septembre 2009, Redbird Records et Cobraside Distribution publient une compilation de remixes, faces B et raretés sous le titre de Light & Magic (Remixed & Rare). La pochette est le négatif de la pochette américaine de Light & Magic. Nettwerk a réédité Light & Magic (Remixed & Rare) le 20 décembre 2011 en supprimant "Cease2xist" (Instrumental 2002) et en ajoutant "Flicking Your Switch" (Erol Alkan Remix).
| No  | Titre                                     | Durée      |
| --- | ----------------------------------------- | ---------- |
| 1.  | Seventeen (Soulwax Remix)                 | 4 min 28 s |
| 2.  | Blue Jeans 2.0 (UK Single Version)        | 3 min 51 s |
| 3.  | Evil (Axl of Evil Mix)                    | 4 min 08 s |
| 4.  | Blue Jeans (Josh Wink Remix)              | 6 min 05 s |
| 5.  | The Reason Why (Alternate Version)        | 4 min 24 s |
| 6.  | Light & Magic (Alternate Version)         | 3 min 42 s |
| 7.  | Cracked LCD (Alternate Version)           | 2 min 49 s |
| 8.  | Seventeen (Justin Robertson Remix)        | 7 min 06 s |
| 9.  | Blue Jeans (Interpol Remix)               | 3 min 57 s |
| 10. | Evil (Ewan Pearson Single Remix)          | 4 min 15 s |
| 11. | Seventeen (Droyds 12 Remix)               | 6 min 32 s |
| 12. | Flicking Your Switch (Mount Sims Remix 1) | 5 min 24 s |
| 13. | Seventeen (Darren Emerson Radio Edit)     | 3 min 33 s |
| 14. | Evil (Tony Senghorne Remix)               | 8 min 09 s |
| 15. | Cease2xist (Instrumental 2002)            | 4 min 48 s |
| 16. | Startup Chime (Instrumental)              | 3 min 42 s |
| 17. | Evil (M-Factor Remix)                     | 7 min 55 s |
| 18. | Seventeen (Acapella)                      | 4 min 45 s |